# Pasir Luhur
Pasir Luhur is een bestuurslaag in het regentschap Rokan Hulu van de provincie Riau, Indonesië. Pasir Luhur telt 1382 inwoners (volkstelling 2010).